# 勇敢傳說
是一部由皮克斯動畫製作的3D電腦動畫電影。這部片的編劇是布蘭達·查普曼，導演是馬克·安德魯斯与布蘭達·查普曼，而配音員包括了凱莉·麥當勞、比利·康諾利、愛瑪·湯普森以及茱莉·華特絲等人。由華特迪士尼發行，美国于2012年6月22日上映。
電影講述蘇格蘭高地擅使弓箭的公主梅莉達因為與母親艾琳諾皇后對未來的期盼產生分歧，發生爭執的過程意外導致母親被魔咒變成一頭熊，這使得梅莉達必須和艾琳諾皇后展開冒險，找出解除魔咒的方法。電影發行後獲得正面為主的評價，評論家稱讚動畫的細緻程度與主角的刻畫。本片還獲頒第70屆金球獎最佳動畫片、第66屆英國電影學院獎最佳動畫片、第85屆奧斯卡金像獎最佳動畫片獎等獎項。

## 劇情
主要場景是中世紀的蘇格蘭高地，講述的聯盟鄧布羅赫家族（Dunbroch）的故事：當地的聯盟國王佛格與艾琳諾皇后育有一名女兒梅莉達（Merida），還有較年幼的三胞胎兒子哈里斯、休伯特、哈密許。梅莉達有著醒目的橘紅色蓬鬆捲髮，個性外向急躁，她在六歲生日時獲得父親贈送一組弓箭而大喜過望，開始勤練弓箭技巧，期許未來成為能夠被眾人稱為一個很厲害的弓箭手，然而這與她母親艾琳諾皇后希望女兒成為舉止端莊的公主並早日出嫁的願望相背，也使得梅莉達與母親經常因想法不同而發生爭執。某天梅莉達在樹林冒險取箭期間，不巧遇見了一縷幽火（Will-o'-the-wisp），稍後一頭巨大的黑熊莫杜（ Mor'du）襲擊了這家人，梅莉達與艾琳諾連忙騎乘馬匹逃走，佛格則和手下聯合抵擋黑熊的攻勢，此次事件也造成佛格永久失去一條腿。
十年後，梅莉達已經長大成人，她發現家族在未經她同意的狀況，安排她和父親的某位盟友的兒子締結政治婚約。艾琳諾表示這是顧及聯盟的安危，才會安排這項婚事，倘若不同意這項婚約可能會危及鄧布羅赫，讓梅莉達想起一個王子的傳說，這位王子因為驕傲的態度和拒絕遵循父親的意願，招致了王國的毀滅。在高地運動會上，出席的盟軍氏族酋長和他們的長子跟著出席活動，爭取與梅莉達聯姻的資格，梅莉達為自己被包辦婚姻深感不滿，為了爭取自己的自由，於是刻意曲解規則，將自己列為參賽的氏族長子代表，她還在射箭比賽展現出優異的技術擊敗一票追求者，讓其他氏族深感侮辱，連期盼她接受聯姻安排的艾琳諾也為梅莉達的叛逆作風氣憤不已，導致母女發生爭執。梅莉達對母親的固執態度感到生氣，她逃進了森林，再度遇見幽火，經由後者帶領抵達一座小屋。屋主的表面身分是木雕屋的的屋主，其實是能夠藉由魔法和當事者進行交易的巫婆，梅莉達為了改變母親的想法，轉而和巫婆交涉取得能夠「改變」艾琳諾的魔咒，巫婆則將附加古老黑暗魔咒的蛋糕交給梅莉達。
梅莉達返回家園，將附加魔咒的蛋糕拿給艾琳諾品嚐，觸發了魔咒的效果將艾琳諾變成一頭熊。艾琳諾變成熊之後無法說話，仍保有自己的意識。梅莉達驚愕之餘，急忙帶著母親再次造訪巫婆的小屋試圖解除咒語，卻撲了個空，僅在屋裡發現巫婆留下「在第二次日出之前修補被驕傲撕裂的紐帶，否則永遠無法解除魔咒」的訊息。稍後梅莉達與艾琳諾遇見了多年前襲擊一家人的黑熊莫杜，經過一番交流，始理解莫杜正是傳說中因為拒絕遵循父親的意願而被詛咒變成熊的王子，梅莉達決定不讓母親踏上王子的後塵，開始思考著修復家庭的方法，她想到的解決方案是修復她先前在爭吵中故意毀損的家族掛毯。
母女倆返回城堡，卻發現氏族處於戰爭邊緣，面對這般處境，梅莉達打算讓步和宣佈自己準備按照傳統要求選擇追求者，埃莉諾一反先前堅持讓梅麗達接受政治聯姻的想法，促使梅麗達堅持應該允許氏族長子在自己的時間與他們選擇的任何人結婚。最終氏族成員們同意這項打破傳統的決策，同時更新和加強他們的聯盟。梅莉達與艾琳諾接著潛入掛毯室，而佛格在尋找他的妻子時，發現她不見蹤影。喪失人性的艾琳諾襲擊了佛格，但突然冷靜下來和逃離了城堡。佛格將變成熊的艾琳諾誤認成多年前害他失去一條腿的莫杜，甚至認為牠已經吃掉了他的妻子，於是與其他氏族成員一起獵殺熊，將梅莉達鎖在城堡裡。梅莉達在她的三位弟弟哈里斯、修伯特、哈米什的幫助下逃脫，而後三者也因為誤食附加魔咒的蛋糕變成熊崽。梅莉達費了一番功夫總算成功修復掛毯，尾隨在佛格身後出城，發現父親與氏族抓住了艾琳諾，趕在真正的莫杜到來之前阻止了他們。抵達現場的莫杜與氏族戰士戰鬥，準備對梅莉達痛下殺手，此時艾琳諾出面說服莫杜，稍後莫杜則被墜落的豎石柱壓死。莫杜死後，被束縛在熊身軀裡的王子靈魂得以解脫，默默地感謝梅莉達解放了他的靈魂，便化作一縷幽火離去。梅莉達取用修復過的掛毯附蓋在母親的身上，仍無法解除魔咒，當太陽二度升起時，梅麗達意識到自己犯了錯誤，正式和母親和解，在不知不覺中實現了女巫傳遞的訊息真正含義——修復因為個人的驕傲而被撕裂的羈絆，母親和弟弟們也得以恢復成人類的模樣。
事件落幕後，梅莉達與艾琳諾重新編織了一條家族掛毯，故事的最後，梅莉達與艾琳諾分別騎乘各自的馬匹奔馳至碼頭。向其他領主告別。

## 哀悼賈伯斯
由於前作品Cars 2：世界大賽上映期間，皮克斯創辦人賈伯斯辭世，故本片尾演職員字幕時以文字哀悼。

## 迪士尼商標
從本作品開始，原本寫著「Walt Disney Pictures」的商標，被變更成只剩下「Disney」的字樣呈現。

## 角色

### 介紹
梅莉達（Merida）
本作核心女主角，渴望自由，不希望被婚姻束縛，擅長射箭，聯盟公主兼準繼承皇后。
艾莉諾（Queen Elinor）
梅莉達的母親，對梅莉達非常要求禮貌，遵循傳統推派聯盟爵士之子向梅莉達提親，聯盟的皇后。
佛格（King Fergus）
梅莉達的父親，在梅莉達六歲生日時贈與弓箭，是聯盟的國王兼梅莉達的弓箭啟蒙者。曾被黑熊奪去一隻腳，從此對熊感到特別敏感。
巫婆（The Witch）
擁有表面看似一間木雕屋，實際上卻在進行魔法交易的女巫。
丁瓦爵士（Lord Dingwall）
丁瓦宗族族長。
麥葛爵士（Lord MacGuffin）
麥葛爵士族族長。
烏鴉（Young Macintosh）
女巫的寵物，替女巫送貨。
莫蒂（Maudie）
皇宮裡的僕人。

### 配音員
| 配音                          | 配音                                                         | 配音                                                    | 配音                       | 角色                       |
| 美國                          | 台灣                                                         | 香港                                                    | 中國大陸                   | 角色                       |
| ----------------------------- | ------------------------------------------------------------ | ------------------------------------------------------- | -------------------------- | -------------------------- |
| 凱莉·麥當勞 佩琪·貝克（幼年） | 任家萱 沈衣芳（幼年）                                        | 陳慧琳 陶衍澄（幼年）                                   | 季冠霖 王一蒙（幼年） 妞妞 | 梅莉達（Merida）           |
| 艾瑪·湯普遜                   | 劉小芸                                                       | 覃恩美                                                  | 杨晨 胡维纳                | 艾莉諾（Queen Elinor）     |
| 比利·康諾利                   | 任明廷                                                       | 周志輝                                                  | 陸建藝                     | 佛格（King Fergus）        |
| 茱莉·華特絲                   | 崔幗夫                                                       | 謝月美                                                  | 晏積瑄                     | 巫婆（The Witch）          |
| 羅比·科特瑞恩                 | 佟紹宗                                                       | 李忠強                                                  | 張聞天                     | 丁瓦爵士（Lord Dingwall）  |
| 凱文·麥克基德                 | 王希華                                                       | 葉振邦                                                  | 張瑤函                     | 麥葛爵士（Lord MacGuffin） |
| 凱文·麥克基德                 | 張騰                                                         | 盧富泰                                                  | 張瑤函                     | 小麥葛（Young MacGuffin）  |
| 克雷格·费格斯                 | 周寧                                                         | 龍天生                                                  | 叶宝华                     | 麥金爵士（Lord Macintosh） |
| 史蒂文·克利                   | 柳超堅                                                       | 陳振聲                                                  | 陈鑫                       | 小麥金（Young Macintosh）  |
| 卡爾姆·奧尼爾                 | 鈕凱暘                                                       | 黎景全                                                  | 崔晓东                     | 小丁瓦（Wee Dingwall）     |
| 史蒂夫·普賽爾                 | 周寧                                                         | 陳旭恆                                                  | 凌云                       | 烏鴉（The Crow）           |
| 帕特里克·道尔                 | 姜先誠                                                       | 李建良                                                  | 陈鑫                       | 馬丁（Martin）             |
| 约翰·拉岑贝格尔               | 李勇                                                         | 張浩基                                                  | 陈哲                       | 戈登（Gordon）             |
| 莎莉·金霍勒 艾蒂·弗拉希爾     | 龍顯蕙                                                       | 蘇青鳳                                                  | 伍鳳春                     | 莫蒂（Maudie）             |
|                               | 劉安 連思宇 張乃文 蕭蔓萱 徐偉翔 孫若薇 謝文德 龍祥輝 張嫚玲 | 郭碧珍 張振聲 盧行偉 劉慧賢 潘芳芳 鄭佩嘉 鄭應錚 潘凱媛 | 杨莹 刘玮 杨林             |                            |

## 製作
這部電影是皮克斯的第一部童話故事，同時也反映了導演布蘭達·查普曼對於安徒生和格林兄弟的熱愛，以及布蘭達扶养她的女兒長大的過程。
梅莉達是皮克斯动画电影中的第一位女性主角。
在2009年的一篇文章中，全國公共廣播電臺（NPR）的琳達·福爾摩斯（Linda Holmes）在讚揚皮克斯的動畫時說到：「我並不討厭公主。我並不會討厭有公主的電影。但是迪士尼的公主們不會都太侷限於一個範圍之內了嗎？如果我還得等你們的第十三部電影出來，而且其內容又是一個普通的女生站在螢幕中，那麼你們何不讓公主成為某些……某些形象，而且是能夠和大膽的機器人或是喜愛冒險的太空玩具相比的？拜託，拜託製作一個主角不是普通女生公主的電影。」
在2010年時，原名稱《熊與弓》（The Bear and the Bow）更名為《勇敢傳說》（Brave）。

### 台版譯名
在台灣，本片最初因故事描述了女主角因其真心話而展開的旅程，曾一度翻譯為《真心話大冒險》。造成迪士尼粉絲的反彈，台灣迪士尼最終結合原文片名，翻譯為《勇敢傳說》。但《真心話大冒險》此譯名發布後已由一些網路平台或是雜誌使用，改為《勇敢傳說》後已來不及修改。而值得一提的是，在後來發布的中文版海報上，其文案仍寫著「如果真心話能改變命運，你願意冒險嗎？」

### 港版配音
在香港，華特迪士尼首次邀請數名香港人氣部落客，參與動畫《勇敢傳說之幻險森林》配音工作，讓他們與其他明星及專業配音員齊齊聲演動畫。華特迪士尼找來彼思動畫的御用配音女王、聲演《反斗奇兵》內薯蛋頭太太的謝月美（May姐）示範指導。

## 评价
媒体综评68分，烂番茄新鲜度74%，好评甚多。
代表性评价：“皮克斯第一次将引领故事的主人公赋予女性角色，充满鲜活生命力的角色塑造不同于以往的内敛和隐忍，呈现出一位和传统公主决然不同的先锋式人物，皮克斯与梦工厂的互相学习颇为明显”，“本片是皮克斯动画中视觉冲击力最强的一部，各个方面都处理的相当完美，更难能可贵的是，影片还包含了迪士尼早期动画中的多层次镜头手法，令人惊喜”，“也许在当今时代，我们的确需要一位富有独立精神的“野蛮”公主，总等着王子来救场是不现实的”，“没想到迪士尼动画中也能充盈如此疯狂和幽默的能量。”

### 香港
- 東方日報的鄭偉說：「《勇》片只是一齣徹頭徹尾的親子教育片，同時人物單調令趣味大減，全片只靠三胞胎王子搗亂充數。」[7]

- 頭條日報的葉念琛說：「『彼思』創作人雖然票房長勝，卻從不被勝利沖昏頭腦，堅守第一守則︰不重複自己！」[8]

- 明報的石琪說：「此片最值得欣賞的是電腦畫面非常精緻，繪製蘇格蘭古堡石陣和山水奇景，逼真美妙，我看2D版更覺賞心悅目。」[9]

## 票房
美国首周末三天收获6673万美元，名列第一位。她也因此超越2010年《魔髮奇缘》的4877万美元，成为女性动画的开画新高。次周末收获3401万位列第三位，10天累计1.31亿。第三周末收获2016万位居第三位，累计1.7451亿。截止2012年7月19日，本片在北美收获$2.027亿，海外成绩则只有$4680万，总票房$2.495亿。
臺北首周末三天收获512万新臺币，次於《3D舞力對決2》位居第二。
中国大陆首周六天收1995万人民币，位列第五位。
| 上一届： 《马达加斯加3》 | 2012年美國週末票房冠軍 第25周 | 下一届： 《熊麻吉》 |

## 奖项
| 頒獎典禮             | 獎項       |
| -------------------- | ---------- |
| 第70届金球奖         | 最佳动画片 |
| 第66届英国电影学院奖 | 最佳动画片 |
| 第85屆奧斯卡金像獎   | 最佳动画片 |

## 外部連結
- 互联网电影数据库（IMDb）上《勇敢傳說》的资料（英文）
- 大卡通資料庫上《勇敢傳說》的資料（英文）

- 爛番茄上《勇敢傳說》的資料（英文）
- Metacritic上《勇敢傳說》的資料（英文）
- Box Office Mojo上《勇敢傳說》的資料（英文）
- AllMovie上《勇敢傳說》的资料（英文）
- 開眼電影網上《勇敢傳說》的資料（繁體中文）
- 时光网上《勇敢傳說》的資料（简体中文）
- 豆瓣电影上《勇敢傳說》的資料 （简体中文）